# Tharsis

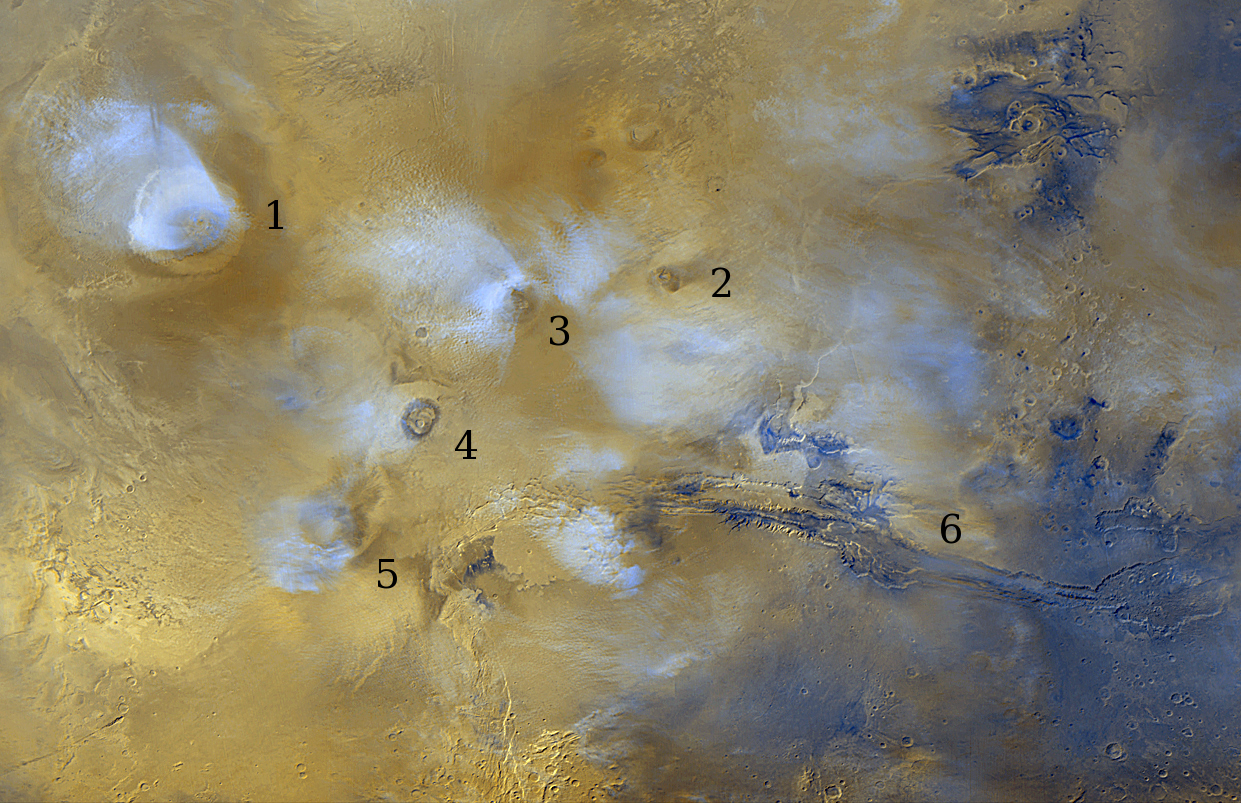
1. Olympus Mons
2. Tharsis Tholus
3. Ascraeus Mons
4. Pavonis Mons
5. Arsia Mons
6. Valles Marineris

Tharsis je obrovská atypická vulkanická oblast poblíž rovníku Marsu západně od systému údolí Valles Marineris, která se táhne přes 4000 km a oproti okolním pláním se zvedá až do výšky 10 km. Rozkládá se na ploše přibližně 30 miliónů kilometrů čtverečních, čímž je velice výraznou dominantou celé západní polokoule planety.Její hmotnost se odhaduje na 1021 kg. Celá oblast tak působí jako obrovská vypuklina. V oblasti se v rozsahu 1 500 km nacházejí od sebe čtyři obrovské štítové sopky včetně největší sopky sluneční soustavy Olympus Mons, třemi dalšími jsou Ascraeus Mons, Pavonis Mons a Arsia Mons. Tyto sopky jsou desetkrát až stokrát větší než pozemské ekvivalenty. Na severním okraji oblasti se pak nachází prastará sopka Alba Patera, která je rozměrnější, co se šířky týče, než Olympus Mons.
Dle geologických pozorování se předpokládá, že se jedná o nejmladší oblast na Marsu, ve které v nedávné době (z pohledu geologického času) docházelo k sopečným erupcím. Celá vystupující oblast vytváří zvláštní stavbu planety Mars tzv. dichotomii, kdy obě dvě polokoule jsou od sebe značně rozdílné.
Hmotnost Tharsis je tak obrovská, že pravděpodobně způsobila posun kůry a pláště Marsu přibližně o 20°. Tharsis se tak původně nacházela na severní polokouli, nikoliv v oblasti rovníku, kde jí můžeme pozorovat dnes. V oblasti Tharsis se často vyskytují mraky, které jsou pozorovatelné i pozemskými dalekohledy.

## Pozice

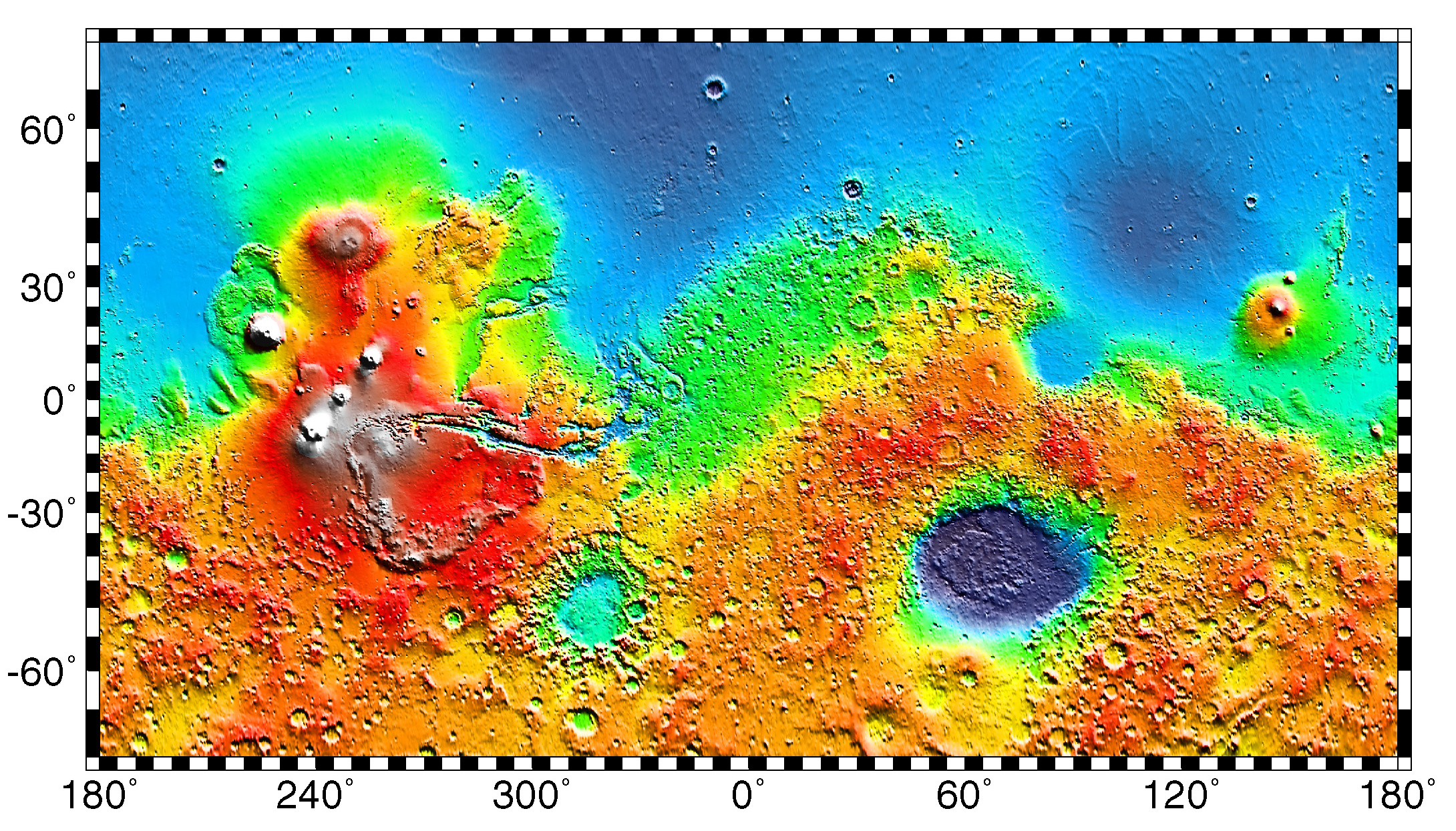
Tharsis je tmavě červená oblast v levé části ilustrace

Oblast Tharsis se vyskytuje přibližně mezi 50° jižní šířky až 50° severní šířky a 60° až 150° západní délky, ale jedná se jen o přibližné vymezení. Oblast je natolik rozsáhlá a nesourodá, že přesné určení její hranice je složité. Na jihovýchodním okraji oblasti se nachází velký impaktní kráter Argyre Planitia. Na východním okraji je oblast Thaumasia Planitia, ohraničená na severu obřím údolím Valles Marineris, dále severněji se nachází Lunae Planum a Xanthe Terra klesající do nížiny Chryse Planitia. V severovýchodní části je oblast starší popraskané kůry s výraznými projevy vulkanismu Tempe Terra, které je částečně ovlivněno atypickou sopkou Alba Patera ležící vůči Tharsis na severním okraji. Severozápadní okraj tvoří Arkadia Planitia a západní Amazonis Planitia. Jihozápadní ohraničení přibližně tvoří Terra Sirenum.

## Teorie vzniku
Existují hlavní teorie vzniku oblasti. První předpokládá, že za vznikem stojí procesy spojené s pláštěm Marsu. Druhá méně obvyklá a v současnosti již téměř nepřijímaná spojuje vznik s impaktní událostí v oblasti Hellas Planitia. 

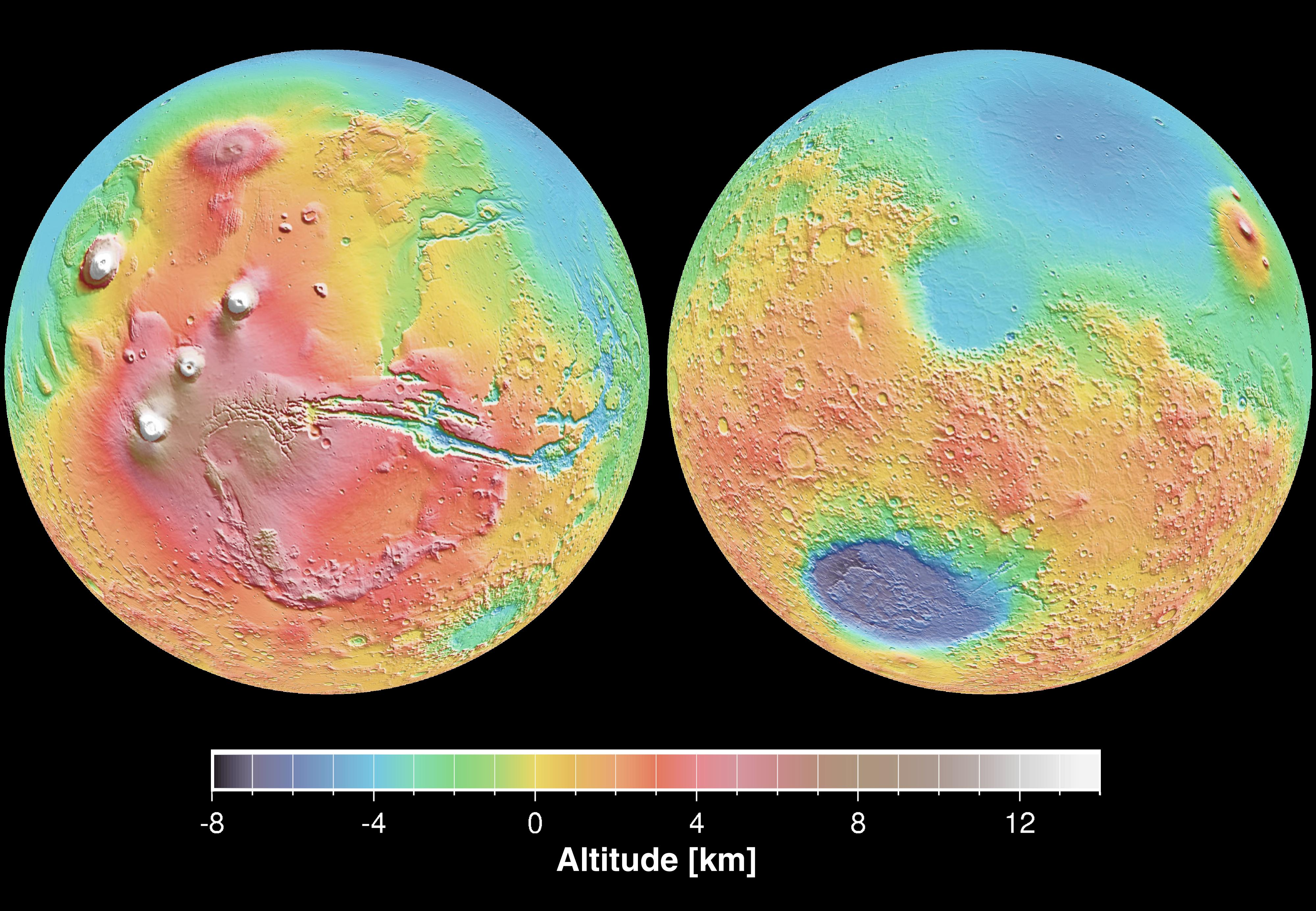
Levá polokoule ukazuje celou oblast Tharsis

Plášťové modely předpokládají, že se od hranice jádra-pláště začal směrem vzhůru zvedat obrovská masa teplejšího materiálu. Jelikož teplejší magma má menší hustotu než chladnější, začalo teplejší magma stoupat k povrchu. Teplejší magma začalo zatlačovat chladnější magma do spodních oblastí, což mohlo nastartovat cirkulaci v podobě plášťové konvekce.
Při postupu vzhůru narazilo teplejší magma na planetární kůru, kterou začalo vyklenovat. Sestupující chladnější magma na druhou stranu po stranách vytvářelo místa, kde materiál chyběl a kůra zde začala klesat. Tyto pochody způsobily obrovské pnutí kůry, které se mělo projevit jejím popraskáním, vytvořením obrovských zlomových oblastí a mělo přispět i ke vzniku Valles Marineris. Odhaduje se, že celkové množství magmatu se pohybovalo okolo 3×108 km3.
Předpokládá se, že oblast začala vznikat v raném období Noachianu a její vývoj probíhal i nadále po celý Noachian. Dlouhodobá erupce ve stejné oblasti je nápadně podobná s vulkanismem v oblasti Havajských ostrovů, které jsou v této oblasti způsobovány podpovrchovou horkou skvrnou. Během magmatického vzniku oblasti se nejspíše do atmosféry Marsu uvolnilo extrémně obrovské množství sopečných plynů (převážně CO2 a H2O) odpovídající nárůstu atmosférického tlaku na celé planetě až o 1,5 baru a nebo vytvoření vodní vrstvy na povrchu planety o mocnosti 120 metrů. Množství, které teoreticky mohlo být dostatečné, aby ohřálo atmosféru natolik, že se na povrchu mohla vyskytovat kapalná voda.

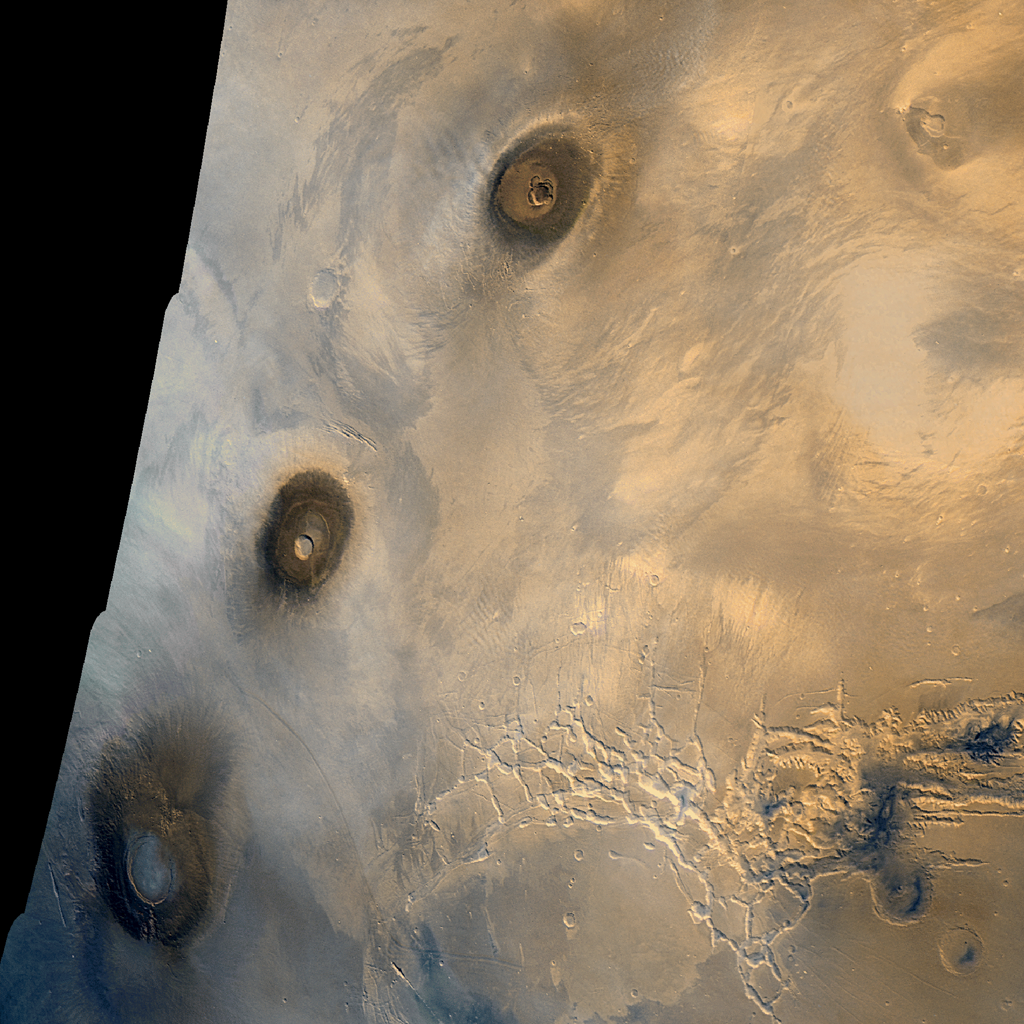
Pohled na východní část oblasti Tharsis. Zleva Arsia Mons, Pavonis Mons a Ascraeus Mons.

## Popis oblasti
Dle měření je centrální část Tharsis nejspíše 8 kilometrů nad střední hodnotou povrchu. Celá tato vyvýšená oblast se obecně nazývá jako Tharsis Planitia. V oblasti se nachází 12 velkých sopek, které se všechny dohromady nazývají Tharsis Montes. Oblast je známá již od dob pozorování dalekohledy, jelikož se projevovala nápadným albedem povrchu. Sonda Mariner 9 v roce 1971 zjistila, že v oblasti se udály silné projevy vulkanické aktivity.
Od jihozápadu k severovýchodu se oblastí táhne pás tří obřích štítových sopek. Jsou pojmenované jako Ascraeus Mons (nejdále od rovníku), Pavonis Mons (uprostřed) a Arsia Mons (spodní). Všechny tři sopky jsou menší než severozápadním směrem se nacházející Olympus Mons. Průměr jejich základny se pohybuje od 350 do 450 km a všechny se zvedají přes 15 km do výšky. Jelikož všechny tři sopky vyrůstají z vyvýšené oblasti Tharsis, mají v absolutních hodnotách téměř totožnou výšku s Olympus Mons.
Oblast Tharsis tvoří střed rozsáhlé zlomové oblasti, která pokrývá až jednu třetinu celé planety. Předpokládá se, že tento rozsáhlý zlomový systém mohl vzniknout jako reakce kůry na extenzivní síly vzniklých při vzniku této obrovské vyvýšeniny. Na základě měření počtu kráterů na povrchu Tharsis se předpokládá, že oblast je místy stará až miliardu let. Některé lávové výlevy jsou ale pouze 3 milióny let staré, jiné mohou být ještě mladší.